# Salix exilifolia
Salix exilifolia là một loài thực vật có hoa trong họ Liễu. Loài này được Dorn miêu tả khoa học đầu tiên năm 1998.